# Juan Morales (Hürdenläufer)
Juan Morales Hechavarría (* 12. Juli 1948 in Santiago de Cuba) ist ein ehemaliger kubanischer Hürdenläufer und Sprinter.
Bei den Panamerikanischen Spielen 1967 in Winnipeg und 1971 in Cali gewann er die Bronzemedaille im 110-Meter-Hürdenlauf. Bei den Olympischen Spielen 1968 in Mexiko-Stadt erreichte er in dieser Disziplin das Halbfinale.
Bei denselben Olympischen Spielen hatte er seinen größten Erfolg in der 4-mal-100-Meter-Staffel. Das kubanische Quartett in der Besetzung Hermes Ramírez, Morales, Pablo Montes und Enrique Figuerola holte Silber mit 0,1 Sekunden Rückstand auf die US-Stafette, die mit 38,2 s einen Weltrekord aufstellte. Ebenfalls die Silbermedaille gewann er in der 4-mal-100-Meter-Staffel bei den Panamerikanischen Spielen 1967 und 1971. Bei den Olympischen Spielen 1972 in München schied er mit der kubanischen Stafette im Vorlauf aus.
Von 1967 bis 1973 wurde er viermal in Folge Zentralamerika- und Karibikmeister über 110 Meter Hürden. Bei den Zentralamerika- und Karibikspielen gewann er in derselben Disziplin 1966 Bronze und 1970 Gold.